# Louis-René-Édouard de Rohan-Guéménée

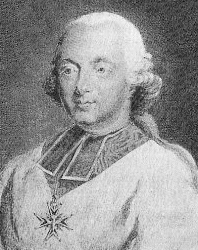
Membros da Família Rohan ocuparam o cargo de bispo de Estrasburgo desde 1704.

Louis René Édouard, cardeal de Rohan (Paris, 25 de Setembro de 1734 — Ettenheim, 16 de Fevereiro de 1803), príncipe de Rohan-Guemenée, foi bispo de Estrasburgo, político, cardeal católico e caçula francês da Família Rohan cuja origem remonta aos reis da Bretanha.

## Biografia
Membros da Família Rohan ocuparam o cargo de bispo de Estrasburgo desde 1704, cargo que os fizeram príncipes da Santa Madre Igreja e associados tanto aos príncipes-bispos alemães quanto aos eclesiásticos franceses. Louis de Rohan estava destinado a este cargo elevado desde o nascimento. Logo depois de se ordenar, em 1760, foi nomeado coadjutor do tio, Constantine de Rohan-Rochefort, então encarregado do bispado de Estrasburgo, e também empossado como bispo titular de Canopo, Egito. Porém, preferiu a vida elegante e alegre de Paris a seus deveres clericais, onde também podia dar curso a sua ambição de se tornar influente na política. Em 1761, foi eleito para ocupar a cadeira 36 da Academia Francesa.
Éduard era também membro do partido que se opunha a uma aliança francesa com a Áustria. Este partido era chefiado pelo duque d'Aiguillon, que, em 1771, envia o então delfim da França, Luís, porteriormente Luís XVI de França, em uma missão diplomática especial a Viena, para descobrir o que havia sido feito com relação à partilha da Polônia.
Rohan chega a Viena em janeiro de 1772, e faz grande estardalhaço com seus festivais suntuosos para angariar fundos para a caridade. Mas a imperatriz Maria Teresa o hostiliza; ele não só se mostra contrário a sua política mas também espalha calúnias sobre sua filha, Maria Antonieta, esposa do delfim e futura rainha da França.
Com a morte de Luís XV, rei da França, em 1774, Rohan é chamado de volta de Viena e friamente recebido em Paris; mas a influência de sua família é grande demais para que ele seja ignorado e, em 1777, é nomeado grande esmoler e, em 1778, abade de St. Vaast. Também em 1778, é feito cardeal. No ano seguinte, sucede a seu tio, Constantino de Rohan-Rochefort, como bispo de Estrasburgo, apesar de passar a maior parte de sua carreira trabalhando em Paris, onde levava vida luxuosa; também em 1779, Eduardo torna-se abade de Noirmoutiers e Chaise-Dieu. Mesmo com esse status favorável, o cardeal era incansável e infeliz, buscando apaziguar a animosidade que a rainha Maria Antonieta sentia contra ele. 
Na busca por este objetivo, ele cai nas mãos de um bando de intrigantes, a Condessa Jeanne de Valois de la Motte, o notório Cagliostro e outros, cujas ações compõem o famoso "Caso do colar da Rainha". Rohan foi certamente levado a crer que suas atenções eram bem recebidas pela rainha, e que sua negociação para fazê-la receber o famoso colar era aprovada por ela. Ele, no entanto, fora feito de tolo pelos outros e, no julgamento ocorrido em 1786, frente ao Parlamento, sua inocência decretada foi recebida com entusiasmo e vista como uma vitória sobre a corte e a rainha, já impopular à época. Este caso é considerado um dos marcos significativos nos eventos que desembocaram na Revolução Francesa, na consequente extinção da monarquia e na morte de Luís XVI e Maria Antonieta, na guilhotina, cerca de uma década depois. Como consequência por seu envolvimento no caso, o cardeal de Rohan foi destituido do cargo de grande esmoler e exilado em sua abadia de Chaise-Dieu em junho. 

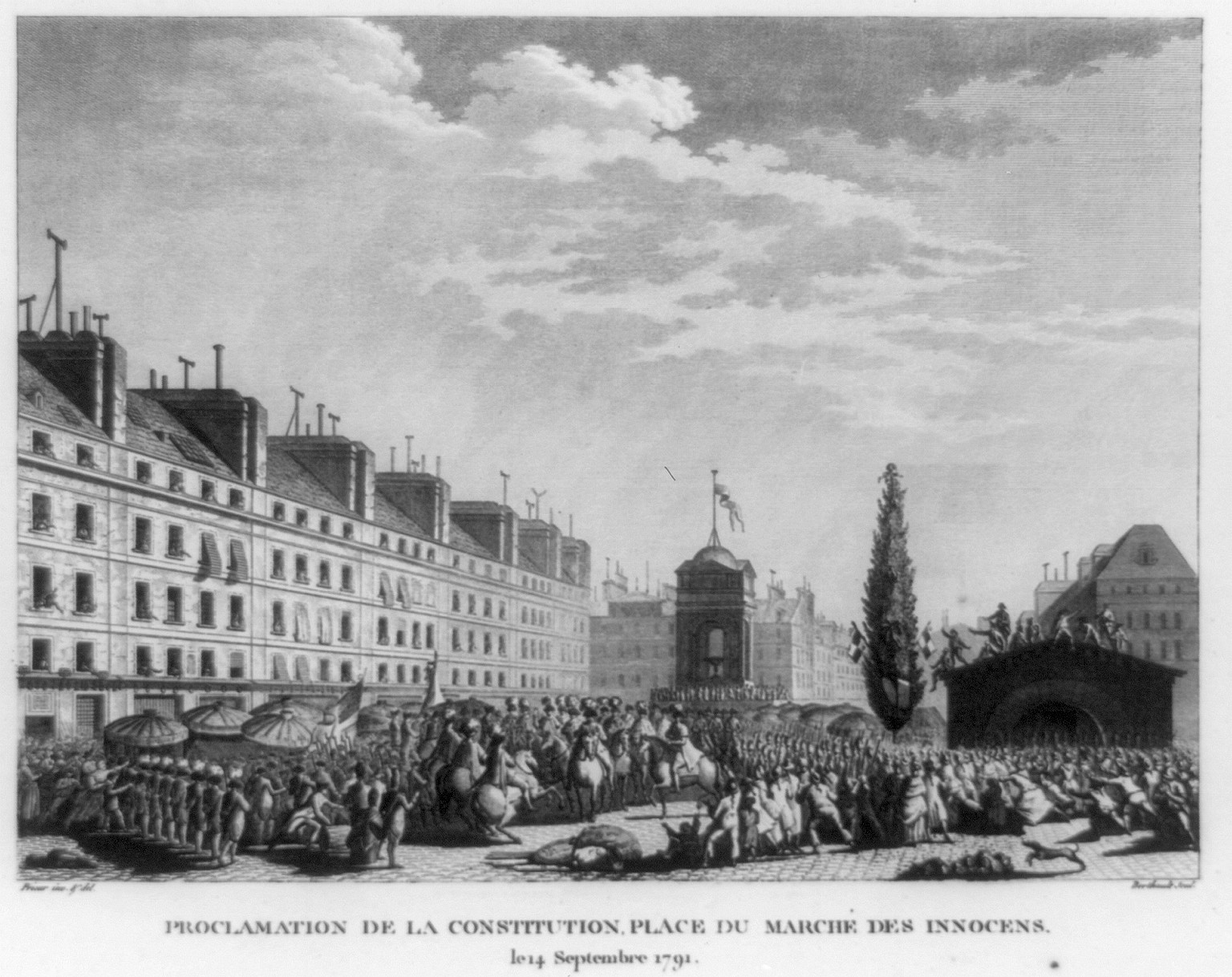
Proclamação da Constituição francesa de 1791.

Logo, Rohan recebe permissão para voltar a Estrasburgo e sua popularidade pode ser atestada com sua eleição, em 1789, para os Estados Gerais pelo clero de Haguenau e Wissembourg . A princípio, ele declina do cargo mas os Estados Gerais, ao tornarem-se Assembléia Nacional, insistem na validação da eleição. Porém, como príncipe de igreja, em janeiro de 1791, ele recusa-se a fazer o juramento à Constituição Civil do Clero (em francês:  "Constitution civile du clergé"), promulgada em 12 de Julho de 1790, e retira-se para Ettenheim, no lado germânico de sua diocese. No exílio seu caráter amadurece e ele passa o que lhe resta de vida beneficiando o clero empobrecido de sua diocese, obrigado a deixar a França com o encrudecimento da Revolução. Em 1801, pede demissão de seu cargo de bispo de Estrasburgo.